# Chirurdzy (seria 16)
Szesnasty sezon amerykańskiego serialu medycznego Grey’s Anatomy: Chirurdzy został zamówiony 10 maja 2019 roku przez stację ABC. Premiera w Stanach Zjednoczonych odbyła się 26 września 2019. Sezon wyprodukowany przez ABC Studios we współpracy z Shondaland oraz Entertainment One Television.

## Główna obsada
- Ellen Pompeo jako dr Meredith Grey
- Justin Chambers jako dr Alex Karev
- Chandra Wilson jako dr Miranda Bailey
- James Pickens Jr. jako dr Richard Webber
- Kevin McKidd jako dr Owen Hunt
- Jesse Williams jako dr Jackson Avery
- Caterina Scorsone jako dr Amelia Shepherd
- Camilla Luddington jako dr Jo Karev
- Kelly McCreary jako dr Maggie Pierce
- Giacomo Gianniotti jako dr Andrew DeLuca
- Kim Raver jako dr Teddy Altman
- Greg Germann jako dr Tom Koracick
- Jake Borelli jako dr Levi Schmitt
- Chris Carmack jako dr Atticus „Link” Lincoln

## Drugoplanowe
- Debbie Allen jako dr Catherine Fox
- Jason George jako dr Ben Warren
- Stefania Spampinato jako dr Carina DeLuca
- Alex Blue Davis jako dr Casey Parker
- Jaicy Elliot jako dr Taryn Helm
- Sophia Ali jako dr Dahlia Qadri
- Alex Landi jako dr Nico Kim
- Jaina Lee Ortiz jako porucznik Andrea „Andy” Herrera
- Cleo King jako Robin
- Devika Parikh jako Nancy Klein
- Barrett Doss jako Victoria „Vic” Hughes
- Devin Way jako dr Blake Simms
- Vivian Nixon jako dr Hannah Brody
- Jasmine Guy jako Gemma Larson
- Richard Flood jako dr Cormac Hayes
- Noah Alexander Gerry jako Joey Phillips
- Sarah Rafferty jako Suzanne
- Shoshannah Stern jako dr Lauren Riley

## Gościnne występy
- Hal Linden jako Bertram Hollister
- Holly Marie Combs jako Heidi Peterson
- Alyssa Milano jako Haylee Peterson
- Skyler Shaye jako Katie Bryce
- Miguel Sandoval jako kapitan Pruitt Herrera
- Okieriete Onaodowan jako Dean Miller
- Grey Damon jako porucznik Jack Gibson
- Danielle Savre jako kapitan Maya Bishop
- Denise Dowse jako Lorraine Simms
- Beanie Feldstein jako Tess Anderson
- George Gerdes jako Norman Sholman
- Jonathan Cake jako Griffin Ford
- Zaiver Sinnett jako dr Zander Perez
- Anthony Hill jako dr Winston Ndugu
- Sherri Saum jako Allison Robin Brown
- Debra Mooney jako Evelyn Hunt

## Odcinki
| Nr ogółem | Nr w sezonie | Tytuł                        | Polski tytuł                     | Reżyseria           | Scenariusz                  | Premiera (ABC)       | Premiera w Polsce (Fox) | Kod    |
| --- | ------------ | ---------------------------- | -------------------------------- | ------------------- | --------------------------- | -------------------- | ----------------------- | ------ |
| 343 | 1            | Nothing Left to Cling To     | Bez punktu zaczepienia           | Debbie Allen        | Krista Vernoff              | 26 września 2019     | 20 listopada 2019       | #16.01 |
| 344 | 2            | Back in the Saddle           | Z powrotem w siodle              | Kevin McKidd        | Meg Marinis                 | 3 października 2019  | 20 listopada 2019       | #16.02 |
| 345 | 3            | Reunited                     | Znowu razem                      | Michael Medico      | Andy Reaser                 | 10 października 2019 | 27 listopada 2019       | #16.03 |
| 346 | 4            | It's Raining Men             | Ulewa facetów                    | Michael Watkins     | Mark Driscoll               | 17 października 2019 | 4 grudnia 2019          | #16.04 |
| 347 | 5            | Breathe Again                | Odetchnij raz jeszcze            | Chandra Wilson      | Elisabeth R. Finch          | 24 października 2019 | 11 grudnia 2019         | #16.05 |
| 348 | 6            | Whistlin' Past the Graveyard | Spacer po cmentarzysku           | Pete Chatmon        | Julie Wong                  | 24 października 2019 | 18 grudnia 2019         | #16.06 |
| 349 | 7            | Papa Don't Preach            | Nie pouczaj mnie                 | Daniel Willis       | Jalysa Conway               | 7 listopada 2019     | 29 stycznia 2020        | #16.07 |
| 350 | 8            | My Shot                      | Moja szansa                      | Debbie Allen        | Meg Marinis                 | 14 listopada 2019    | 5 lutego 2020           | #16.08 |
| 351 | 9            | Let's All Go to the Bar      | Idziemy się napić                | Kevin McKidd        | Kiley Donovan               | 21 listopada 2019    | 12 lutego 2020          | #16.09 |
| 352 | 10           | Help Me Through the Night    | Pomóż mi przetrwać noc           | Allison Liddi-Brown | Lynne E. Litt               | 23 stycznia 2020     | 19 lutego 2020          | #16.10 |
| Odcinek jest drugą częścią dwuodcinkowego crossoveru z serialem: Jednostka 19 (część 1: sezon 3, odcinek 1). |              |                              |                                  |                     |                             |                      |                         |        |
| 353 | 11           | A Hard Pill to Swallow       | Gorzka pigułka                   | Michael Medico      | Adrian Wenner               | 30 stycznia 2020     | 26 lutego 2020          | #16.11 |
| 354 | 12           | The Last Supper              | Ostatnia wieczerza               | Nicole Rubio        | Jason Ganzel                | 6 lutego 2020        | 4 marca 2020            | #16.12 |
| 355 | 13           | Save the Last Dance for Me   | Zachowaj dla mnie ostatni taniec | Jesse Williams      | Tameson Duffy               | 13 lutego 2020       | 11 marca 2020           | #16.13 |
| 356 | 14           | A Diagnosis                  | Diagnoza                         | Greg Evans          | Julie Wong                  | 20 lutego 2020       | 18 marca 2020           | #16.14 |
| 357 | 15           | Snowblind                    | Ślepota śnieżna                  | Linda Klein         | Meg Marinis                 | 27 lutego 2020       | 25 marca 2020           | #16.15 |
| 358 | 16           | Leave A Light On             | Zostaw włączone światło          | Debbie Allen        | Elizabeth Finch             | 5 marca 2020         | 1 kwietnia 2020         | #16.16 |
| 359 | 17           | Life on Mars?                | Życie na Marsie?                 | Michael Watkins     | Jase Miles-Perez            | 12 marca 2020        | 8 kwietnia 2020         | #16.17 |
| 360 | 18           | Give a Little Bit            | Daj choć trochę                  | Kevin McKidd        | Zoanne Clack                | 19 marca 2020        | 15 kwietnia 2020        | #16.18 |
| 361 | 19           | Love of My Life              | Miłość mojego życia              | Allison Liddi-Brown | Kiley Donovan,Andy Reaser   | 26 marca 2020        | 22 kwietnia 2020        | #16.19 |
| 362 | 20           | Sing It Again                | Zaśpiewaj to jeszcze raz         | Michael Watkins     | Jess Righthand              | 2 kwietnia 2020      | 29 kwietnia 2020        | #16.20 |
| 363 | 21           | Put on a Happy Face          | Rozchmurz się                    | Deborah Pratt       | Mark Driscoll,Tameson Duffy | 9 kwietnia 2020      | 6 maja 2020             | #16.21 |